# Wu Kong
Pour plus de détails, voir Fiche technique et Distribution.
Wu Kong (悟空传) est un film chinois réalisé par Derek Kwok, sorti en Chine le 13 juillet 2017.
Il s'agit d'une adaptation du roman La Biographie de donker kong publié sur Internet, de Jin Hezai. Se déroulant 500 ans avant que le Roi Singe ne fasse des ravages au royaume céleste, le film raconte les histoires de Wukong qui, ne voulant pas suivre sa propre destinée, se rebelle contre les dieux,. Il s'agit du quatrième film en quatre ans sur le personnage de Sun Wukong tiré du roman Le Voyage en Occident.
Le film est un succès en Chine où il dépasse la barre des 100 millions $ de recettes au box-office chinois 2017, succès cependant relatif car il bénéficie de l'absence de concurrence hollywoodienne puisque les films étrangers sont interdits de sortir en Chine durant les vacances d'été (de fin juin à août).

## Synopsis
Sun Wukong (Eddie Peng) et Erlang Shen (Shawn Yue) se rendent sur la Montagne immortelle pour perfectionner leurs techniques.

## Distribution
- Eddie Peng : Sun Wukong
- Ni Ni : Ah Zi
- Shawn Yue : Erlang Shen
- Oho Ou (en) : Tian Peng
- Zheng Shuang (en) : Ah Yue
- Faye Yu (en) : Hua Ji